# انفجار خط غاز أكتوبر 2025
في يوم الأربعاء الموافق 30 أبريل 2025، وقع انفجار هائل في خط الغاز الرئيسي بطريق الواحات عند مدخل مدينة 6 أكتوبر بمحافظة الجيزة بمصر، مما أسفر عن كارثة إنسانية ومادية كبيرة.

## تفاصيل الحادث
بدأت الواقعة عندما تسبب خطأ من سائق لودر أثناء أعمال الحفر في كسر خط الغاز بالمنطقة. بدلاً من الإبلاغ عن الحادث، قام المقاول بردم الكسر دون إخطار الجهات المعنية، مما أدى إلى تسرب الغاز بشكل كثيف استمر ليومين. في صباح اليوم التالي، وأثناء تنفيذ أعمال أخرى بالمنطقة، رُصدت رائحة غاز قوية دون أي تحرك للإبلاغ، ما تسبب – نتيجة تشبع الهواء بالغاز وارتفاع درجات الحرارة وكثافة المرور – في اشتعال النيران ووقوع حرائق ضخمة أودت بحياة عدد من المواطنين وأصابت آخرين بإصابات بالغة 

## الخسائر البشرية والمادية
أسفر الحادث عن وفاة 8 أشخاص، بالإضافة إلى إصابة 16، كما أدى الانفجار إلى احتراق وتفحم عدد من السيارات التي تصادف مرورها بمحيط الحريق .

## الاستجابة والإجراءات القانونية
تلقت مديرية أمن الجيزة بلاغًا بالحادث، وانتقلت على الفور قوات الحماية المدنية، وتم التنسيق مع الجهات المختصة لإغلاق خط الغاز والسيطرة على النيران. كما تم الدفع بـ12 سيارة إسعاف مجهزة بالكامل إلى موقع الحادث لتقديم الدعم الطبي العاجل
أمرت النيابة العامة بالتحقيق في الواقعة، وتم القبض على المسؤول التنفيذي بالشركة المتسببة في الحادث. كشفت التحقيقات عن تقصير ثلاث جهات رئيسية في الحادث، وتم إحالة 6 متهمين إلى المحاكمة 